# Barnum and Bailey's Circus
 (janvier 2025).
Pour plus de détails, voir Fiche technique et Distribution.
Barnum and Bailey's Circus est un film américain muet et en noir et blanc sorti en 1901.